# 사리콜리어
사리콜리어는 파미르고원의 타슈쿠르간 타지크 자치현에 사는 사리콜리인(중국 타지크족)이 쓰는 언어이다. 파미르인들이 쓰는 동부 이란어군의 파미르 제어의 일종이다.
중국에서는 공식적으로 "타지크어"로 불리지만 인근 타지키스탄의 타지크어와는 같은 이란어군에 속할 뿐 직접적 관련이 없다. 다만 타지키스탄에도 사리콜리어 화자가 1000~2000명 있다.